# Jakunino (rejon wołogodzki)
Jakunino (ros. Якунино) – wieś w Rosji, w rejonie wołogodzkim obwodu wołogodzkiego. W 2010 r. liczyła 8 mieszkańców.